# 1811
1811 (MDCCCXI) je bilo navadno leto, ki se je po gregorijanskem koledarju začelo na torek, po 12 dni počasnejšem julijanskem koledarju pa na nedeljo.

## Dogodki
- 15. maj - Paragvaj postane neodvisna država

## Rojstva
- 11. marec - Urbain-Jean Joseph Le Verrier, francoski astronom, matematik († 1877)
- 29. marec - Sámuel Márkfi (roj. Markoja), slovenskega rodu madžarski teolog in akademik († 1861)
- 31. marec - Robert Wilhelm Bunsen, nemški kemik, fizik († 1899)
- 11. maj - Čang in Eng Bunker, siamska dvojčka († 1874)
- 11. junij - Visarjon Grigorjevič Belinski, ruski literarni kritik, publicist in filozof († 1848) (j.k. 30. maj)
- 23. avgust - Auguste Bravais, francoski fizik, mineralog († 1863)
- 25. oktober - Évariste Galois, francoski matematik († 1832)

## Smrti
- 9. februar - sir Nevil Maskelyne, angleški duhovnik , astronom, (* 1732)
- 31. avgust - Louis Antoine de Bougainville, francoski admiral in pomorščak (* 1729)